# とLOVEるジェネレーション
『とLOVEるジェネレーション』は、1985年3月21日に発売された、THE GOOD-BYEの6枚目のシングルである。

## 収録曲
- SIDE A

1. とLOVEるジェネレーション [2:35]
作詞:野村義男／作曲:曽我泰久・P.Willson／編曲:THE GOOD-BYE、小野沢篤／ブラスアレンジ:新田一郎

- SIDE B

1. Gaah×3（LIVE） [2:58]
作詞:野村義男／作曲:曽我泰久／編曲:THE GOOD-BYE
  - ビデオ化もされた1984年10月6日の日比谷野外音楽堂でのライブから、唯一レコード化されたライブ音源。

## 楽曲の収録アルバム
- 4 SALE（#1）
- Anthology 1983〜1990（#1）
- READY! STEADY!! THE GOOD-BYE!!!（#1）
- Good Vibrations（リマスター盤）（#2）